# Municipio de Manchester (Míchigan)
El municipio de Manchester (en inglés: Manchester Township) es un municipio ubicado en el condado de Washtenaw en el estado estadounidense de Míchigan. En el año 2010 tenía una población de 4569 habitantes y una densidad poblacional de 45,52 personas por km².

## Geografía
El municipio de Mánchester se encuentra ubicado en las coordenadas 42°7′22″N 84°4′23″O / 42.12278, -84.07306. Según la Oficina del Censo de los Estados Unidos, el municipio tiene una superficie total de 100.38 km², de la cual 98.05 km² corresponden a tierra firme y (2.32%) 2.33 km² es agua.

## Demografía
Según el censo de 2010, había 4569 personas residiendo en el municipio de Mánchester. La densidad de población era de 45,52 hab./km². De los 4569 habitantes, el municipio de Mánchester estaba compuesto por el 97.9% blancos, el 0.31% eran afroamericanos, el 0.22% eran amerindios, el 0.35% eran asiáticos, el 0.04% eran isleños del Pacífico, el 0.13% eran de otras razas y el 1.05% pertenecían a dos o más razas. Del total de la población el 1.64% eran hispanos o latinos de cualquier raza.